# Haplidia pruinosa
Haplidia pruinosa är en skalbaggsart som beskrevs av Baudi 1870. Haplidia pruinosa ingår i släktet Haplidia och familjen Melolonthidae. Inga underarter finns listade i Catalogue of Life.